# 東方空橋
東方空橋是一家日本的航空公司，總部位於日本九州 長崎縣大村市箕島町593-2（長崎機場內）。公司主要經營離島來往長崎機場的航線。

## 歷史
東方空橋於1961年6月12日成立，當時命名為長崎航空，經營長崎縣内的離島機場與長崎、福岡之間的定期航班。以前由縣長擔任社長一職，及後招聘民間的航空業人士擔任，並推行企業改革措施，例如減少各縣的投資比例，2001年3月1日易名為東方空橋。
同時亦引入較大型的新機種龐巴迪Dash 8-200，之後，在開設長崎 - 吉島福井，津島，宮崎，鹿兒島等航線時，使用福岡航線更換出來的小型飛機，上五島・小値賀航點被廢除和停止運作。
国际民航组织航空公司代码在長崎航空時期為NGK，現在為ORC。
2013年12月11日，東方空橋宣佈，旗下兩架客機將於2019及2020年到達壽命，2016年需決定更換的機種，但龐巴迪Dash 8-200經已停產，現時正考慮引入ATR 42客機。
2016年，国土交通省成立了可持續區域航空研究小組，會議期間曾討論租用全日空之翼航空的龐巴迪DHC-8-Q400，開辦福岡ｰ宮崎航線則明朗化。
2020年3月29日，增設福岡-對馬航線。 同時增加了機上飲料服務、引入了來自全日空之翼航空的龐巴迪DHC-8-Q400，以及ORC機組人員開始穿著沒有袖口的新制服。
2022年8月3日，正式與法國ATR公司簽訂購買ATR42-600合約，以取代老化的DHC-8-Q200。
2022年10月30日，作為 EAS LLP 成員之間合作的一環，與日本航空開始代碼共享。
2022年12月15日，東方空橋接收第一部ATR42-600，同月22日抵達長崎。
2023年3月26日：中部 至 宮崎及秋田航線將由全日空航空移交路線予東方空橋營運，相關設備則由全日空之翼航空提供。

## 航線
截至2022年:
長崎 - 壹岐、對馬、五島福江
福岡 - 對馬、五島福江、宮崎、小松

## 機隊

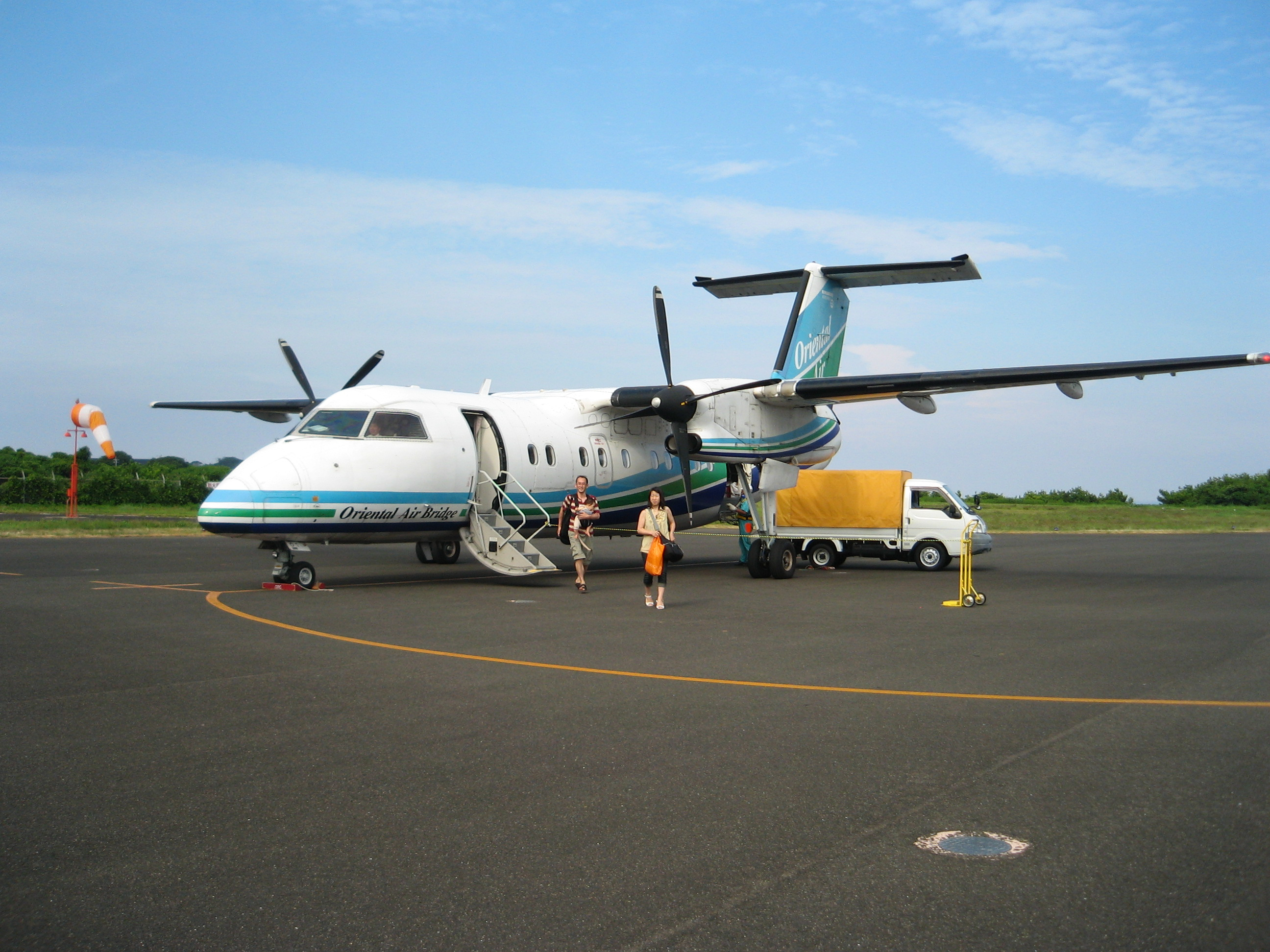
東方空橋龐巴迪Dash 8-200

- 2架龐巴迪Dash 8-200
- 1架ATR ATR-42-600

## 外部連結
- 官方網頁（日語）